# چهاربندی‌پایان
چهاربندی‌پایان (نام علمی: Eulophidae) نام یک تیره از section زنبور انگل است.